# Marcello Bartalini
Marcello Bartalini   (Empoli, 12 de març de 1962) és un ciclista italià, ja retirat, que fou professional entre 1988 i 1989. Els seus èxits més importants els va aconseguir com a amateur, especialment la medalla d'or als Jocs Olímpics d'Estiu de 1984 celebrats a Los Angeles en la prova de 100 km contrarellotge per equips.

## Palmarès
- 1980
  - 1r al GP Città di Vinci
- 1984
  -  Medalla d'or als Jocs Olímpics d'Estiu de 1984 en la prova de contrarellotge per equips, amb Marco Giovannetti, Eros Poli i Claudio Vandelli
- 1985
  - 1r al Gran Premi San Giuseppe